# Baureihe 186
De Baureihe 186 van het type Bombardier TRAXX F140 MS2 is een elektrische locomotief die door Euro Cargo Rail (ECR), een dochteronderneming van DB, wordt ingezet bij het goederenvervoer.

## Geschiedenis
In de jaren 1990 gaf de Deutsche Bundesbahn aan de industrie opdracht voor de ontwikkeling van nieuwe locomotieven ter vervanging van oudere locomotieven van het type 103, 151, 111, 181.2 en 120. Hierop presenteerde AEG Hennigsdorf in 1994 het Prototypen 12X die later als 145 door ADtranz te Kassel werd gebouwd. Uit dit prototype ontstond een groot aantal varianten.
Deze locomotieven worden tegenwoordig door Bombardier te Kassel gebouwd. De ruwbouw van de locomotiefkasten vindt sinds 2008 plaats in Werk Wrocław en de eindmontage in Werk Kassel.
In begin 2010 plaatste DB AG in aansluiting op de serie 185 een aanvullende order bij Bombardier voor de bouw van 20 locomotieven van dit type.
Op 30 november 2010 werd aan Bombadier in Slowakije een toelating voor dit type locomotief verstrekt.

## Constructie en techniek
De locomotief heeft een stalen frame. De tractie-installatie is uitgerust met een draaistroomtransformator en heeft driefasige asynchrone motoren in de draaistellen. Iedere motor drijft een as aan.

### Nummers
De locomotieven werden door DB Schenker Rail als volgt genummerd:
| Lijst van de 186                    |                       |          |                   |             |
| Nummer                              | Eigenaar              | Type     | UIC nummer        | Opmerkingen |
| 186 161-180 186 301-332 186 341-345 | Euro Cargo Rail (ECR) | F140 MS2 | 91 87 61 86 xxx-x |             |